# Hoogwaterbeschermingsprogramma
Het Hoogwaterbeschermingsprogramma (HWBP) is een alliantie van de Nederlandse 21 waterschappen en Rijkswaterstaat. Het doel van deze samenwerking is er voor te zorgen dat in 2050 minimaal 1.500 kilometer aan dijken en ongeveer 500 sluizen en gemalen zo versterkt worden dat ze voldoen aan de veiligheidsnormen die een uitvloeisel zijn van de Waterwet. Het land is in verband met klimaatsveranderingen in toenemende mate kwetsbaar voor overstromingen.

## Geschiedenis

### Het begin van dijkversterkingen
Al in de Romeinse tijd beschermden lage ringdijken kleine akkers op de kwelders. Vanaf de middeleeuwen werden plaatselijk steeds meer dijken opgeworpen. Een belangrijk deel van de huidige zee- en rivierdijken zijn oorspronkelijk aangelegd in de late middeleeuwen. In het begin werden de dijken door de plaatselijke grondbezitters en bewoners aangelegd om overstroming van eigen dorp en akkers te voorkomen. In het rivierengebied werden dwarsdijken haaks op de rivier aangelegd om zo wateroverlast in het gebied stroomafwaarts tegen te gaan. Vanaf de 12e en 13e eeuw werden de zaken planmatiger aangepakt en ontstonden omvangrijke dijkenstelsels. Waterschappen werden verantwoordelijk voor de waterhuishouding. Rond 1300 waren grote delen van laag Nederland aaneengesloten bedijkt.
Nederland kent een lange geschiedenis van overstromingen en tekortschietende bescherming door dijken. Een aantal belangrijke gebeurtenissen in de vorige eeuw markeren de moderne Nederlandse waterbouwtraditie. Na de overstroming vanuit de Zuiderzee in 1916, werd in 1927 gestart met de aanleg van de Afsluitdijk. Met de voltooiing van de Afsluitdijk in 1932 ontstond het IJsselmeer. Met de Watersnoodramp van 1953 werd op pijnlijke wijze bevestigd dat de dijken langs de Noordzeekust te laag waren. Door het aanleggen van gesloten en doorlaatbare dammen tussen de Zuid-Hollandse en Zeeuwse eilanden in het kader van de Deltawerken werd de kustlijn verkort.
In 1993 en vooral 1995 zorgden grote hoeveelheden regen- en smeltwater voor zeer hoge waterstanden in de Nederlandse rivieren. De dijken dreigden te bezwijken. In 1993 stond ongeveer 8% (18.000 ha) van de provincie Limburg onder water en overstroomden onder andere de onbedijkte dorpen Borgharen en Itteren. Zo’n 12.000 mensen moesten worden geëvacueerd. Ook in 1995 werden deze dorpen zwaar getroffen. In het Gelderse rivierengebied werden uit voorzorg 250.000 mensen en 1 miljoen dieren geëvacueerd.

### Ruimte voor de Rivier
In de jaren daarna werden de meest kwetsbare dijken in het rivierengebied versneld versterkt en werden er op plekken langs de Maas nieuwe dijken aangelegd volgens het Deltaplan Grote Rivieren. Begin 21ste eeuw kwam er een nieuwe aanpak van hoogwater in het rivierengebied. Door uitvoering van het programma Ruimte voor de Rivier ontstond verruiming van het rivierbed waardoor de noodzakelijke waterstandsverlaging bij extreme omstandigheden in de grote rivieren mogelijk werd. Ook werden dijken soms verlaagd zodat ze bij extreem hoogwater gecontroleerd konden overstromen. De totale kosten van Ruimte voor de Rivier, dat uitgevoerd werd tussen 2006 en 2019, bedroegen 2,3 miljard euro.

### Hoogwaterbeschermingsprogramma’s

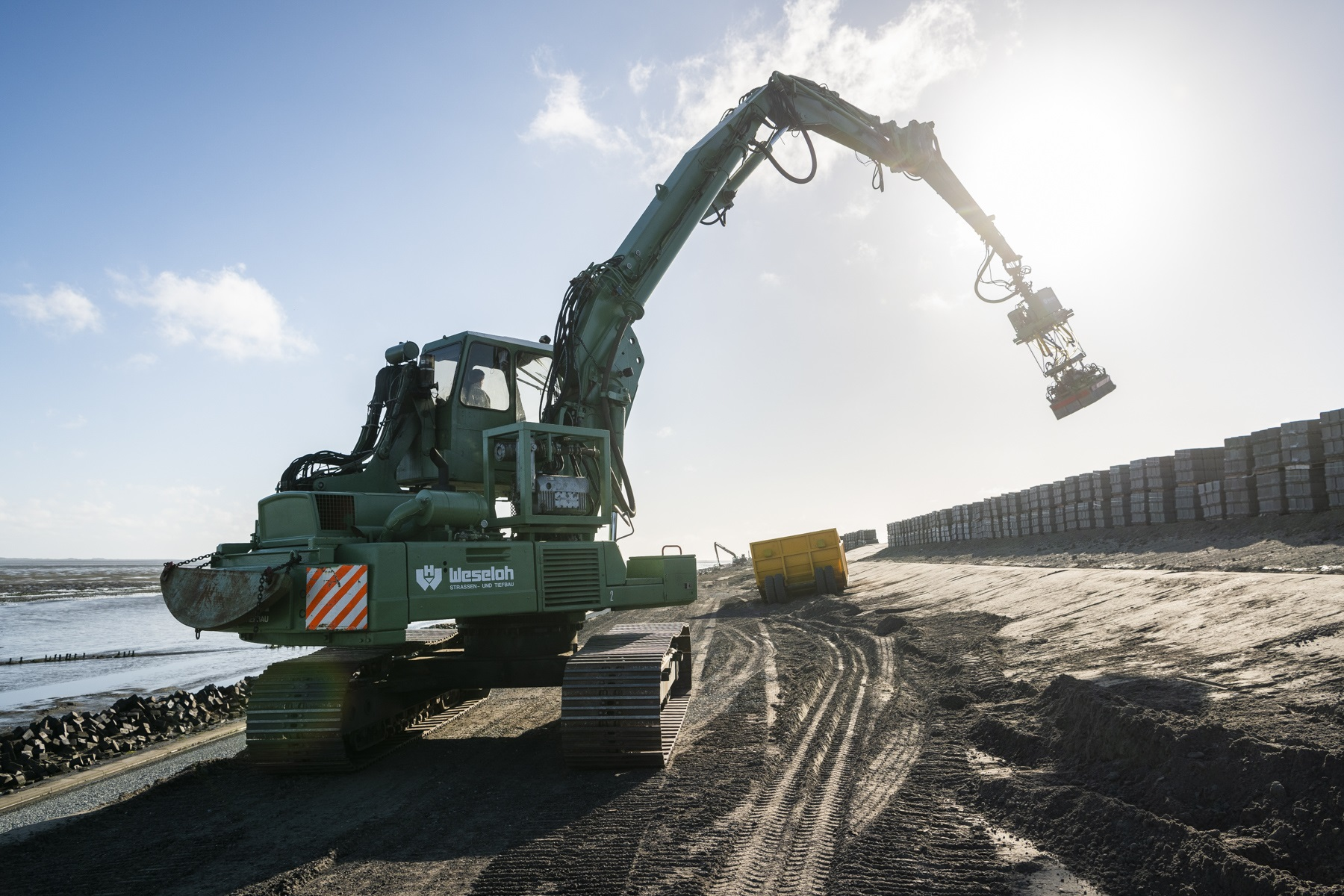
Versterking van de Lauwersmeerdijk

Na de grootschalige rivierverruimingen aan de Waal, Maas, Rijn en IJssel kwam het besef dat de rivierdijken desondanks met het oog op klimaatverandering, toenemende waterafvoeren en overstromingsrisico’s onvoldoende berekend waren op toekomstige omstandigheden. Ze moesten op diverse plaatsen hoger, breder en sterker worden. Hieruit zijn twee landelijke dijkversterkingsprogramma’s voortgekomen: het HWBP-2 en het HWBP.
De primaire waterkeringen bij de grote rivieren, meren en de Noordzee worden ten minste eenmaal per twaalf jaar beoordeeld door de waterschappen en Rijkswaterstaat. Deze keringen zijn er om te beschermen tegen overstromingen bij hoogwater vanuit de grote wateren: Noordzee, de Waddenzee, de Rijntakken (waaronder Waal, Nederrijn-Lek en IJssel), de Maas, de Overijsselse Vecht, de Westerschelde, de Oosterschelde, het IJsselmeer, het Markermeer, het Volkerak-Zoommeer, het Grevelingenmeer, het Haringvliet, het getijdedeel van de Hollandse IJssel, de Rijn-Maasmonding en de Veluwerandmeren. Er wordt gekeken of de dijken nog voldoen aan de geldende veiligheidsnormen.

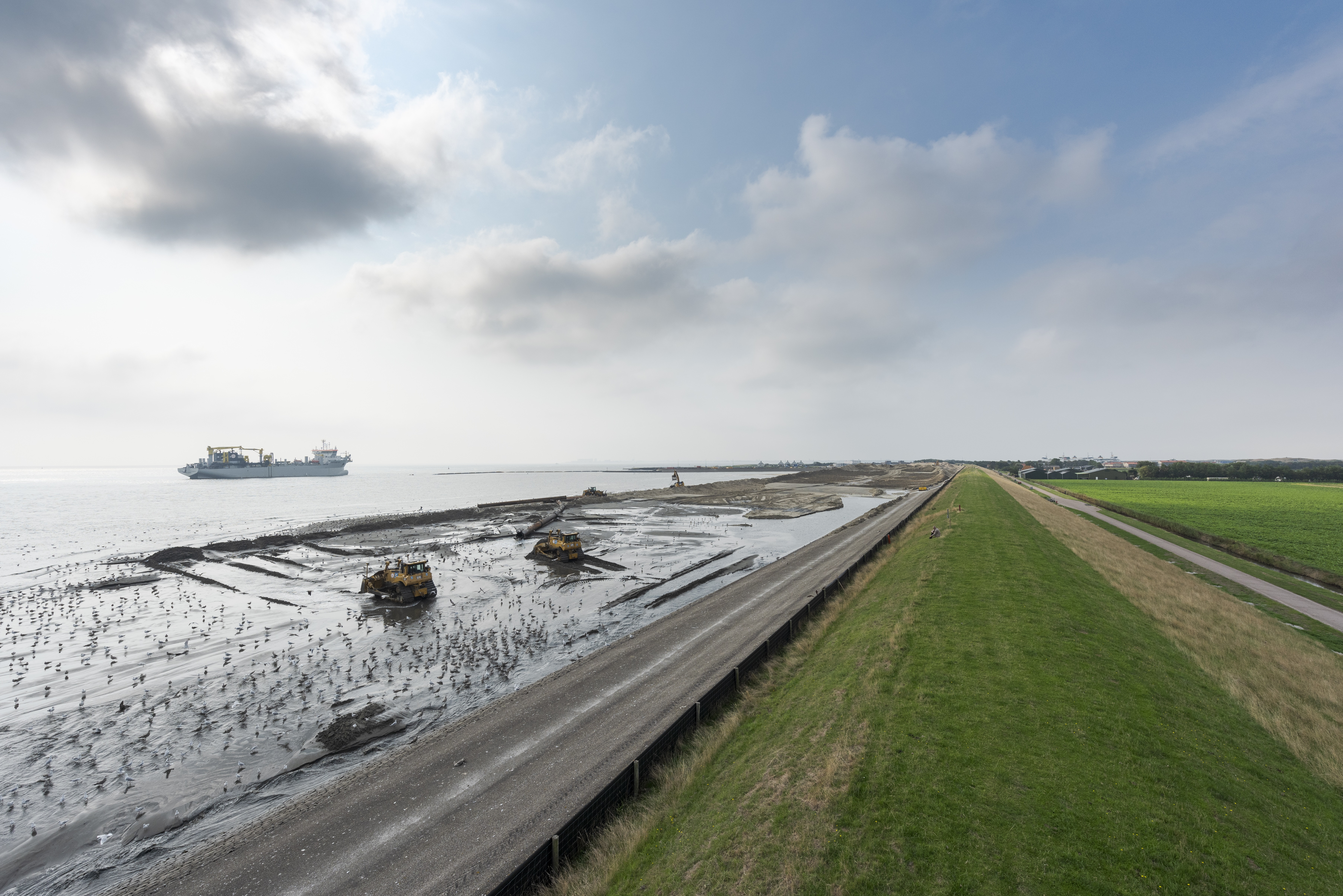
Prins Hendrikzanddijk

In 2001 is deze toets voor het eerst uitgevoerd, in 2006 voor de tweede keer. Op basis van deze toetsingen is een deel van de primaire waterkeringen afgekeurd. De dijken, dammen, duinen en andere bouwwerken die in de tweede toetsing zijn afgekeurd, werden vanaf 2007 verbeterd en versterkt binnen het tweede Hoogwaterbeschermingsprogramma (HWBP-2). In totaal betreft het 87 projecten, 18 sluizen en gemalen en 362 kilometer te versterken dijken. In het HWBP-2-programma zijn ook de zwakke schakels aan de Noordzeekust aangepakt.
De derde veiligheidstoetsing van de primaire waterkeringen was in 2011. Maatregelen die hieruit voorkomen vallen niet binnen het HWBP-2, maar in het nieuwe Hoogwaterbeschermingsprogramma (HWBP). Dit programma is in 2014 gestart. Binnen dit programma worden tot 2050 ruim 1.500 kilometer dijken en ongeveer 500 sluizen en gemalen in zo’n 300 projecten versterkt. Bij het versterken komen de meest urgente situaties als eerste aan de beurt. Sinds 2017 is een nieuwe waterveiligheidsnorm wettelijk vastgelegd, waarmee een hoger veiligheidsniveau voor de Nederlandse dijken is bepaald. In een eerste landelijke beoordelingsronde wordt tussen 2017 en 2022 gekeken of de waterkeringen aan deze nieuwe norm voldoen. Dijktrajecten die in de derde toetsing of in de eerste landelijke beoordeling zijn afgekeurd, worden versterkt.

## Organisatie
De dijkversterkingsprojecten uit het HWBP worden uitgevoerd door de waterschappen en Rijkswaterstaat. Het HWBP wordt gecoördineerd door de landelijke programmadirectie HWBP. Deze programmadirectie is een gemeenschappelijke regieorganisatie van de waterschappen en Rijkswaterstaat en is gevestigd in Utrecht. De programmadirectie zorgt voor de prioritering, programmering en financiering van projecten. Ook organiseert de programmadirectie de landelijke samenwerking op het gebied van kennisontwikkeling, opleidingen en innovatie binnen het programma.
Het Hoogwaterbeschermingsprogramma wordt uitgevoerd in opdracht van het programmabestuur HWBP, waarin bestuurlijke vertegenwoordigers van de waterschappen en Rijkswaterstaat zitting hebben.

## Deltaprogramma
Het HWBP is een uitvoeringsprogramma van het Deltaprogramma. Het Deltaprogramma is een breed strategisch programma van de Nederlandse overheid om het land op watergebied voor te bereiden op de gevolgen van de klimaatverandering (hoogwater, droogte, beschikbaarheid van zoet water). Het jaarlijkse programma van het HWBP wordt ieder jaar opgenomen in het Deltaplan Waterveiligheid van het Deltaprogramma. De Deltacommissaris biedt het Deltaprogramma aan de minister van Infrastructuur en Waterstaat aan. Op Prinsjesdag wordt het complete Deltaprogramma aangeboden aan de Tweede Kamer. Ten slotte stelt de minister van Infrastructuur en Waterstaat het programma definitief vast.

## Alliantiepartners

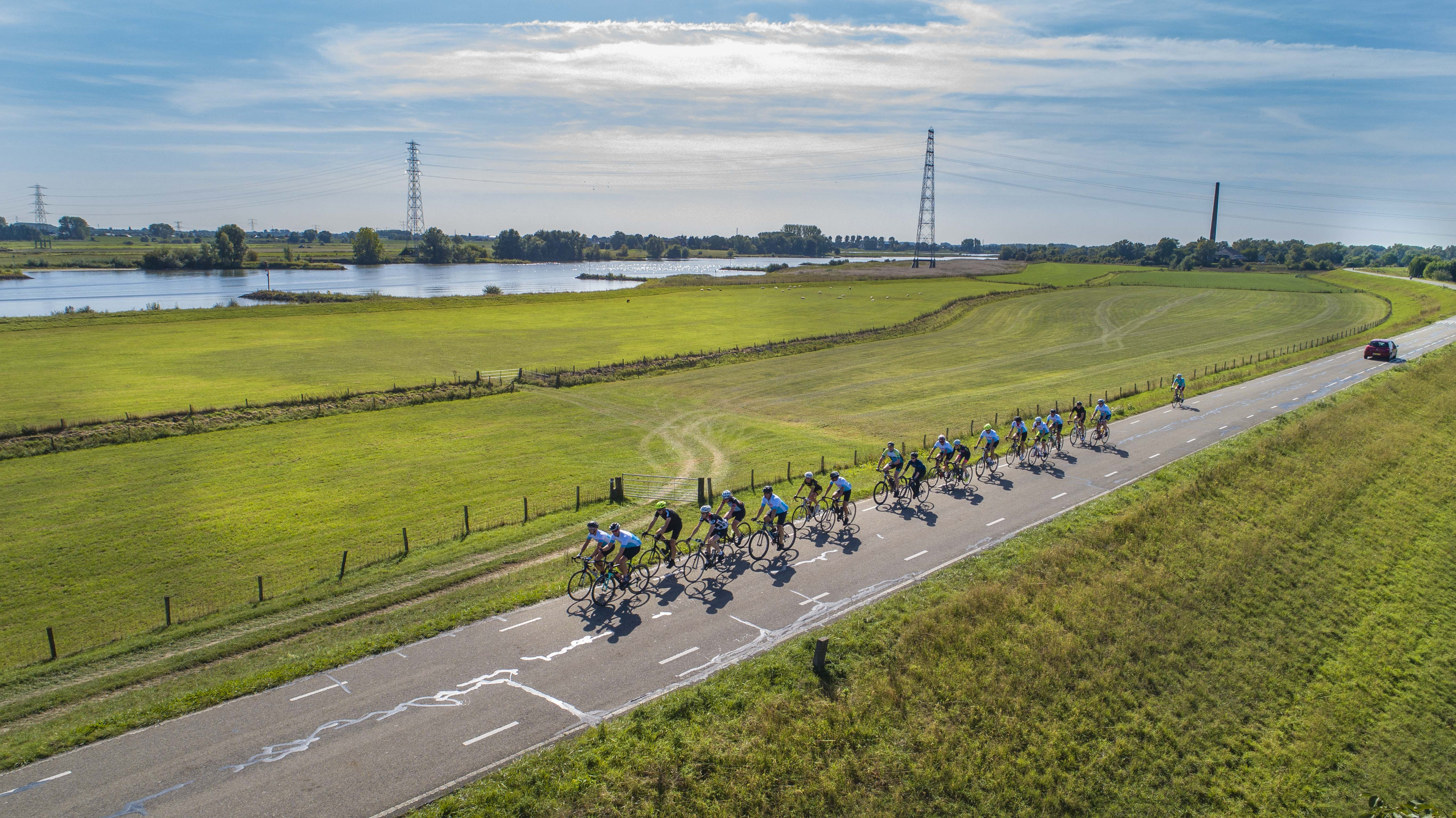
Samen fietsen over een rivierdijk

Binnen het Hoogwaterbeschermingsprogramma werken Rijkswaterstaat en de waterschappen samen. De volgende organisaties nemen deel in deze bestuurlijke alliantie:
- Waterschap Noorderzijlvest
- Wetterskip Fryslân
- Waterschap Hunze en Aa's
- Waterschap Drents Overijsselse Delta
- Waterschap Vechtstromen
- Waterschap Vallei en Veluwe
- Waterschap Rijn en IJssel
- Hoogheemraadschap De Stichtse Rijnlanden
- Waterschap Amstel, Gooi en Vecht
- Hoogheemraadschap Hollands Noorderkwartier
- Hoogheemraadschap van Rijnland
- Hoogheemraadschap van Delfland
- Hoogheemraadschap van Schieland en de Krimpenerwaard
- Waterschap Rivierenland
- Waterschap Hollandse Delta
- Waterschap Scheldestromen
- Waterschap Brabantse Delta
- Waterschap De Dommel
- Waterschap Aa en Maas
- Waterschap Limburg
- Waterschap Zuiderzeeland
- Rijkswaterstaat